# 21st Century Boy
"21st Century Boy" is een single van de Britse new wavegroep Sigue Sigue Sputnik, afkomstig van hun album Flaunt It uit 1986. Het nummer was de tweede single na het succes van de debuutsingle "Love Missile F1-11" en werd gemiddeld onthaald in de Britse charts met een 20ste plaats als hoogste notering in de UK Singles Chart. Verder haalde het nummer de hitlijsten in Duitsland en Italië. 
De single werd evenals "Love Missile F1-11" geproduceerd door Giorgio Moroder.

## Inhoud
Zoals de titel van het nummer het aangeeft, bevat de tekst diverse (verzonnen) verwijzingen naar de toen nog toekomstige 21e eeuw – ruim vijftien jaar voor het aanbreken ervan. Hoewel sommige onderwerpen anno 2023 al langer niet meer eigentijds zijn, kunnen enkele referenties behoorlijk accuraat worden genoemd ondanks de uitgave van het nummer in 1986. Martin Degville heeft het onder andere over een stereotoren en een videorecorder, die al een paar opvolgers hebben gekregen. Een sample van een vrouwelijke stem vernoemt het jaar 2011 en zegt: "Many expected highs, a few lows and mostly crowdy" ("Veel hoogtes verwacht, een paar laagtes en druk bevolkt"). Opnieuw is er genoeg ruimte voor de futuristische rode draad waar de band gedurende zijn bestaan altijd veel belang aan heeft gehecht. 
Degville rijgt concreet de woorden aan elkaar: "Stereo. Video. Sci-fi sex, let's go-g-go. Let's go. Saturn dreams, lazer beams. 21st century sex machines. Can the cartier, toss the tissot. Timex kid, time to go go. I'm a space cowboy, I'm a 21st century whoopee boy." Een greep uit de eerste strofe en het refrein van het nummer. De band vermeldt ook landen als China en Singapore, die anno 2023 welstellend zijn. Voorts wordt aandacht besteedt aan de in 1977 overleden Elvis Presley, met de passage Elvis 1990 (soms verkeerdelijk getoond als There is 1990 op websites die liedteksten weergeven. De baslijn door Tony James, die hij de "Sputnik-sound" noemt (zoals de "ABBA-sound"), is opnieuw aanwezig. Daarnaast keren de harde riffs van gitarist Neal X in het nummer terug alsmede de opzettelijk geestdodende drums van Chris Kavanagh en Ray Mayhew. Het nummer werd in andere delen van Europa een bescheiden hitje. In de Verenigde Staten bereikte het nummer slechts de 96ste plaats.
Ik schilderde de woorden "Elvis 1990" op de gitaar en de legendarische 'space bass' was geboren— Tony James over de oorsprong van "Elvis 1990"

## Videoclip
Bij het nummer hoort een videoclip waarin de leden van Sigue Sigue Sputnik onder meer van het leven genieten in een luxueus en futuristisch hotel.

## Versies
7": Parlophone / SSS 2 (VK)
1. "21st Century Boy" – 4:11
2. "Buy EMI" – 3:53

7": Parlophone / SSS 2 (VK) (Original Recalled Release)
1. "21st Century Boy" – 3:32
2. "Buy EMI" – 3:53

7": Parlophone / 1C 006 20 1258 7 (Duitsland)
1. "21st Century Boy" – 3:32
2. "Buy EMI" – 3:52

12": Parlophone / 12 SSS 2 (VK)
1. "21st Century Boy" (T.V. Mix) – 6:09
2. "Buy EMI" (£4,000,000 Mix) – 7:24

12": Parlophone / 1C K 060-20 1361 6 (Duitsland)
1. "21st Century Boy" (German Mix) – 5:58
2. "21st Century Boy" (Dance Mix) – 5:24

12" Promo: Parlophone / 12 SSSDJ 2 (VK)
1. "21st Century Boy" (T.V. Mix) – 6:00
2. "21st Century Boy" (Dance Mix) – 5:15
3. "21st Century Boy" (7" Mix) – 3:28